# مگس‌های کشیش
مگس‌های کشیش (نام علمی: Clusiidae) نام یک تیره از subsection بی‌غلافکان است.